# 3º Reggimento di sostegno AVES "Aquila"
Il 3º Reggimento di sostegno aviazione dell'Esercito "Aquila" è una unità di supporto tecnico logistico dell'Esercito Italiano, dipendente dalla Brigata Sostegno Aviazione dell'Esercito, e di stanza all'aeroporto "Il Caravaggio" di Orio al Serio.

## Storia
Il 3º Reggimento sostegno aviazione esercito “Aquila” viene creato nel 1965 con la denominazione di 3º Reparto riparazioni aviazione leggera esercito, dipendente dalla 3ª Officina riparazioni motorizzazione esercito e dalla Direzione motorizzazione della Regione militare Nord Ovest.
Portato a termine il riassetto dell'Arma dell’aviazione dell’Esercito, dal 1971 il 3° R.R.A.L.E. viene trasferito alle dipendenze del III Corpo d’Armata, fino a quando, nel 1976, il reparto confluisce alle dipendenze del Capo ufficio materiali dell’Aviazione leggera dell'Esercito, facente parte dell’Ispettorato logistico dell’Esercito.
Nel 1989 il reparto riceve la Bandiera di guerra.
Nel 1996, l'unità modifica la propria denominazione con quella di 3º Reggimento di sostegno AVES “Aquila” e a partire dal 1999, viene trasferita alle dipendenze del Capo servizi TRAMAT dell’Ispettorato logistico esercito area Nord, di stanza a Padova.
Nel 2000, l'unità, in seguito alla riorganizzazione dell'Esercito che comporta il passaggio temporaneo dell'aviazione dell'Esercito all'Arma di cavalleria, modifica la propria Bandiera di guerra, vessillo utilizzato da tutte le Armi dell'Esercito, con lo Stendardo di combattimento, utilizzato dall'Arma di cavalleria, e assume la denominazione di 3º Reggimento di sostegno cavalleria dell’aria “Aquila”, nomenclatura che, a partire dal 1º dicembre 2003, viene nuovamente modificata tornando ad essere 3º Reggimento sostegno aviazione dell’Esercito “Aquila”.
In data 22 settembre 2004 il Reggimento viene trasferito al Reparto mobilità e contro-mobilità, posto alle dipendenze del Dipartimento trasporti e materiali dell’Ispettorato logistico dell’Esercito, per giungere, nel 2005 al Reparto materiali AVES.